# Gerald Maier
Gerald Maier (* 1966 in Sindelfingen) ist ein deutscher Historiker und Archivar. Seit 2018 ist er Präsident des Landesarchivs Baden-Württemberg.

## Leben und Wirken
Gerald Maier studierte Geschichte, Evangelische Theologie, Kunstgeschichte und Historische Geographie an den Universitäten Tübingen und Bonn. 1995 promovierte er an der Eberhard Karls Universität Tübingen bei dem Landeshistoriker Sönke Lorenz mit einer umfangreichen Arbeit über den württembergischen Pfarrer und Pädagogen Johann Georg Freihofer. Als Archivreferendar am Generallandesarchiv Karlsruhe trat er anschließend in die Ausbildung für den höheren Archivdienst ein und legte die Fachprüfung hierfür an der Archivschule Marburg ab. Hiernach wurde er Referent bzw. Referatsleiter mit verschiedenen Aufgaben bei der Landesarchivdirektion Baden-Württemberg, zuletzt Stellvertreter des Präsidenten des Landesarchivs Baden-Württemberg. Von 2002 bis 2019 war er Bundesratsbeauftragter u. a. für die Digitalisierung des kulturellen Erbes. Am 1. Februar 2018 wurde er dann als Nachfolger von Robert Kretzschmar Präsident dieser Behörde. Seit 2013 lehrt er außerdem als Honorarprofessor an der Staatlichen Akademie der Bildenden Künste in Stuttgart über die Erhaltung digitaler Information und Digitalisierung von Kulturgut.

## Veröffentlichungen (Auswahl)
- Zwischen Kanzel und Webstuhl. Johann Georg Freihofer (1806–1877) ; Leben und Wirken eines württembergischen Pfarrers im Spannungsfeld von Staat, Kirche und Gesellschaft (= Schriften zur südwestdeutschen Landeskunde, Bd. 20). DRW-Verlag, Leinfelden-Echterdingen 1997, ISBN 3-87181-420-2 (= Dissertation Universität Tübingen).
- (Hrsg., mit Hartmut Weber): Digitale Archive und Bibliotheken. Neue Zugangsmöglichkeiten und Nutzungsqualitäten (= Werkhefte der Staatlichen Archivverwaltung Baden-Württemberg, Serie A, Bd. 15). Kohlhammer, Stuttgart 2000, ISBN 3-17-016062-1.
- (Hrsg.): Kulturgut aus Archiven, Bibliotheken und Museen im Internet. Neue Ansätze und Techniken (= Werkhefte der Staatlichen Archivverwaltung Baden-Württemberg, Serie A, Bd. 17). Kohlhammer, Stuttgart 2004, ISBN 3-17-018275-7 (Digitalisat).
- (Mithrsg.): Piccard-Online. Digitale Präsentationen von Wasserzeichen und ihre Nutzung (= Werkhefte der Staatlichen Archivverwaltung Baden-Württemberg, Serie A, Bd. 19). Kohlhammer, Stuttgart 2007, ISBN 978-3-17-019754-1.
- (Hrsg., mit Thomas Fritz): Archivische Informationssysteme in der digitalen Welt. Aktuelle Entwicklungen und Perspektiven (= Werkhefte der Staatlichen Archivverwaltung Baden-Württemberg, Serie A, Bd. 23). Kohlhammer, Stuttgart 2010, ISBN 978-3-17-021717-1.
- (Mithrsg.): Netz werken. Das Archivportal-D und andere Portale als Chance für Archive und Nutzung (= Veröffentlichungen der Archivschule Marburg, Bd. 61). Marburg 2015, ISBN 978-3-923833-48-1.
- (Mithrsg.): Handbuch Kulturportale. Online-Angebote aus Kultur und Wissenschaft. De Gruyter Saur, Berlin 2015, ISBN 978-3-11-040571-2.
- (Mithrsg.): Das Wasserzeichen-Informationssystem (WZIS). Bilanz und Perspektiven. Kohlhammer, Stuttgart 2017, ISBN 978-3-17-031538-9.
- (Hrsg., mit Clemens Rehm): Archive heute - Vergangenheit für die Zukunft. Archivgut – Kulturerbe – Wissenschaft. Zum 65. Geburtstag von Robert Kretzschmar (= Werkhefte der Staatlichen Archivverwaltung Baden-Württemberg, Serie A, Bd. 26). Kohlhammer, Stuttgart 2018, ISBN 978-3-17-034606-2.
- (Hrsg., mit Sabine Holtz): Von der Monarchie zur Republik. Beiträge zur Demokratiegeschichte des deutschen Südwestens 1918–1923 (= Veröffentlichungen der Kommission für Geschichtliche Landeskunde Baden-Württemberg, Reihe B, Bd. 224). Kohlhammer, Stuttgart 2019, ISBN 978-3-17-036524-7.
- (Hrsg., mit Rainer Hering): Deuten und streiten, suchen und finden. Neue Möglichkeiten der Kooperation zwischen Archiven und Geschichtswissenschaft beim Aufbau digitaler Infrastrukturen (= Werkhefte des Landesarchivs Baden-Württemberg, Bd. 29). Thorbecke, Ostfildern 2023, ISBN 978-3-7995-2037-9 (Digitalisat).
- (Hrsg., mit Christian Keitel): An der Schnittstelle zwischen Archiv und Gesellschaft (= Werkhefte des Landesarchivs Baden-Württemberg, Bd. 30). Thorbecke, Ostfildern 2024, ISBN 978-3-7995-2080-5.